# Championnat d'Irlande du Nord de football 1971-1972
Navigation
Édition précédente Édition suivante
Le 70e Championnat d'Irlande du Nord de football se déroule en 1971-1972. Glentoran FC remporte son quinzième titre de champion d’Irlande du Nord. 
Portadown FC est deuxième, Ards FC complète le podium. 
Avec 15 buts marqués chacun,  Peter Watson de Distillery FC et Des Dickson de Coleraine FC remportent conjointement le titre de meilleur buteur de la compétition.

## Les 12 clubs participants
- Ards Football Club
- Bangor Football Club
- Ballymena United Football Club
- Cliftonville Football Club
- Coleraine Football Club
- Crusaders Football Club
- Derry City Football Club
- Distillery Football Club
- Glenavon Football Club
- Glentoran Football Club
- Linfield Football Club
- Portadown Football Club

## Compétition

### Les moments forts de la saison
Le championnat est fortement perturbé par le conflit nord-irlandais. Invoquant des problèmes de sécurité, une partie des clubs de Belfast refusent de se rendre à Londonderry pour y disputer des matchs. Le club de Derry City FC est obligé de jouer ses matchs « à domicile » sur le terrain de Coleraine FC.

### Classement
Le classement est établi sur le barème de points classique (victoire à 2 points, match nul à 1, défaite à 0).
| Rang | Équipe           | Pts | J  | G  | N | P  | Bp | Bc | Diff |
| ---- | ---------------- | --- | -- | -- | - | -- | -- | -- | ---- |
| 1    | Glentoran FC     | 33  | 22 | 14 | 5 | 3  | 50 | 17 | +33  |
| 2    | Portadown FC     | 30  | 22 | 13 | 4 | 5  | 49 | 25 | +24  |
| 3    | Ards FC          | 29  | 22 | 12 | 5 | 5  | 49 | 30 | +19  |
| 4    | Linfield FCT     | 27  | 22 | 10 | 7 | 5  | 43 | 29 | +14  |
| 5    | Crusaders FC     | 25  | 22 | 10 | 5 | 7  | 36 | 35 | +1   |
| 6    | Coleraine FCC    | 25  | 22 | 9  | 7 | 6  | 51 | 40 | +11  |
| 7    | Ballymena United | 21  | 22 | 8  | 5 | 9  | 34 | 34 | 0    |
| 8    | Distillery FC    | 21  | 22 | 7  | 7 | 8  | 34 | 44 | -10  |
| 9    | Glenavon FC      | 20  | 22 | 7  | 6 | 9  | 36 | 40 | -4   |
| 10   | Derry City FC    | 16  | 22 | 4  | 8 | 10 | 41 | 55 | -14  |
| 11   | Bangor FC        | 9   | 22 | 2  | 5 | 15 | 28 | 62 | -34  |
| 12   | Cliftonville FC  | 8   | 22 | 2  | 4 | 16 | 19 | 64 | -45  |

| Légende : Qualifications et relégations | Légende : Qualifications et relégations                         |
| --------------------------------------- | --------------------------------------------------------------- |
|                                         | Champion d'Irlande du Nord 1971-1972                            |
|                                         | Retrait du championnat                                          |
|                                         | T : Tenant du titre C : Vainqueur de la Coupe d'Irlande du Nord |

## Bilan de la saison
| Tableau d'Honneur                         |              |
| Compétition                               | Vainqueur    |
| Championnat d'Irlande du Nord de football | Glentoran FC |
| Coupe d'Irlande du Nord de football       | Coleraine FC |

| Promotions et relégations |       |
| Relégués                  | Aucun |
| Promus                    | Aucun |

## Statistiques

### Meilleur buteur
- Peter Watson, Distillery FC, 15 buts
- Des Dickson, Coleraine FC, 15 buts